# Microphis retzii
Microphis retzii és una espècie de peix de la família dels singnàtids i de l'ordre dels singnatiformes.

## Morfologia
- Els mascles poden assolir 14,5 cm de longitud total.[4][5]

## Reproducció
És ovovivípar i el mascle transporta els ous en una bossa ventral, la qual es troba a sota de la cua.

## Hàbitat
És un peix demersal de clima tropical.

## Distribució geogràfica
Es troba des d'Indonèsia i les Filipines fins a Pohnpei i Samoa.